# Agapetes hillii
Agapetes hillii là một loài thực vật có hoa trong họ Thạch nam. Loài này được Brandis mô tả khoa học đầu tiên năm 1906.